# 迈尔·古根海姆
迈尔·古根海姆（德語：Meyer Guggenheim，/ˈɡʊɡənhaɪm/ GOOG-in-hime，德語：[ˈmaɪər ˈɡʊɡn̩haɪm]；1828年2月1日—1905年3月15日）是美国古根海姆家族的族长，该家族在19世纪成为世界上最富有的家族之一，且持续到20世纪。

## 早期生活
1828年2月1日，古根海姆出生在瑞士阿尔高州伦瑙。他具有阿什肯纳兹犹太人血统，父亲是西蒙·迈尔·古根海姆（Simon Meyer Guggenheim），母亲是沙菲利·古根海姆（Schafeli Guggenheim，娘家姓Levinger，即莱文格）。

## 职业生涯
1847年从瑞士移民到美国后，他开始了新生活，从事进口业务。他最终通过采矿和冶炼业务（主要是在美国）获得了自己的财富（这是19世纪最大的财富之一）。
在投资科罗拉多州莱德维尔矿区的银矿后，他将业务扩展到了科罗拉多州的矿石冶炼行业。他在美国各地和墨西哥北部建造了许多冶炼厂。他的几个儿子长大后，在家族采矿和冶炼业务中担任了领导角色。

## 个人生活
古根海姆在前往美国的船上，遇到了同样移民美国的芭芭拉·迈尔斯（Barbara Meyers，1834—1900），并在四年后、大约1852年左右与她结婚。他们养活了十个孩子，七个儿子中有五个活跃于家族企业。这十个孩子分别是：
- 艾萨克·古根海姆（Isaac Guggenheim，1854—1922），1876年与凯莉·索恩伯恩（Carrie Sonneborn）结婚。[6]
- 丹尼尔·古根海姆（英语：Daniel Guggenheim）（1856—1930），在其父去世后成为一家之主，他在几个儿子中对开发和收购全球采矿业最积极。[7]
- 莫里斯·古根海姆（Maurice Guggenheim，1858—1939），最初从事蕾丝和刺绣进口生意；1881年，他成为了采矿和冶炼方面的金融家。[8]
- 所罗门·罗伯特·古根海姆（1861—1949），支持现代艺术，通过其古根海姆基金会，对现代艺术博物馆进行捐赠，[9]以及创立和管理古根海姆美术馆。[10]
- 珍妮特·古根海姆（Jeanette Guggenheim，1863—1889），嫁给了阿尔伯特·格斯特尔（Albert Gerstle），并因难产去世。[11]
- 本杰明·古根海姆（1865—1912），[12]死于泰坦尼克号沉没事故。其妻子为弗洛莱特·塞利格曼（英语：Joseph Seligman#Family）（Florette Seligman）。[13]
  - 佩吉·古根海姆是他们的女儿，也是艺术收藏家和社交名流。[14]
- 西蒙·古根海姆（英语：Simon Guggenheim）（1867—1941），担任过一届科罗拉多州的美国参议员。[15]他与妻子奥尔加·古根海姆（Olga Guggenheim）共同建立了约翰·西蒙·古根海姆纪念基金会，以纪念他们死去的儿子约翰·西蒙·古根海姆（John Simon Guggenheim），[16]并每年颁发古根海姆奖。[17]
- 威廉·古根海姆（英语：William Guggenheim）（1868—1941）[18]
- 罗丝·古根海姆（Rose Guggenheim，1871—1945），[19]结过三次婚：第一次是与阿尔伯特·勒布（Albert Loeb，纽约证券交易所负责人），第二次是1908年与塞缪尔·M·戈德史密斯（Samuel M. Goldsmith），第三次是与查尔斯·E·奎克（Charles E. Quicke）。[20]
- 科拉·格温达林·古根海姆（Cora Gwendalyn Guggenheim，1873—1956），嫁给了L·F·罗斯柴尔德（英语：L.F. Rothschild）的创始人路易斯·F·罗斯柴尔德（英语：Louis F. Rothschild）。[21]

他妻子1900年去世后，古根海姆携儿子们向西奈山医院提供了20万美元，用于建造一所医院，以纪念她。古根海姆于1905年3月15日在佛罗里达州棕榈滩去世。他被安葬在纽约布鲁克林的塞勒姆·菲尔兹公墓。